# Sd.Kfz. 8
Das Sd.Kfz. 8 (Sonder-Kraftfahrzeug 8 – Schwerer Zugkraftwagen 12 t) war ein Halbkettenfahrzeug der deutschen Wehrmacht. Es wurde während des Zweiten Weltkriegs hauptsächlich als Zugmaschine für die schweren Geschütze der Heeresartillerie eingesetzt. Auf seinen drei breiten Sitzbänken fanden insgesamt bis zu zwölf Soldaten Platz. Es gehört zur Gruppe der Sonderkraftfahrzeuge.

## Geschichte

### Entwicklung

#### Vorgeschichte
Die Ursprünge der Halbkettenfahrzeuge aus der Fertigung von Daimler-Benz reichen bis in die deutsche Kolonialzeit zurück. Schon vor dem Ersten Weltkrieg wurde für den Einsatz in Afrika ein Fahrzeug konstruiert, bei dem die beiden Hinterräder eine umlaufende Stahlkette erhielten. Von diesem „Kolonialwagen“ wurden drei Stück gebaut. Während des Ersten Weltkriegs wurde das Halbkettenprinzip weiterentwickelt. Mit dem Versailler Vertrag wurde die Entwicklungstätigkeit eingeschränkt und erst als 1926 die Reichswehr in der Sowjetunion das geheime Erprobungszentrum Kasan zur Verfügung kam, begann man wieder an solchen Fahrzeugen zu arbeiten. Von Krauss-Maffei wurde bis Anfang 1933 erfolgreich ein gut funktionierendes Antriebskonzept für Halbkettenfahrzeuge entwickelt. Vom Heereswaffenamt wurde verschiedenen Firmen die Entwicklung bestimmter Fahrzeuge für festgelegte Zuglasten zugeordnet, und so wurde Daimler-Benz die „Patentfirma“ für den Zugkraftwagen 12t.

#### ZD 5
Mit dem ZD 5 hatte die Daimler-Benz AG schon in den Jahren 1931/32 ein schweres Halbkettenzugfahrzeug entwickelt und auch einige Fahrzeuge an die Sowjetunion verkauft. Mit einzelnen Vollgummi-Vorderreifen, die an parallel zum Fahrzeugrahmen verlaufenden, gefederten Auslegern montierten waren und einer an Kegresse-Laufwerke erinnerten 3/4-Kette zeigte das Fahrzeug im Bereich des Aufbaus Ähnlichkeiten mit den späteren Fahrzeugen.

### Serien

#### DB s7

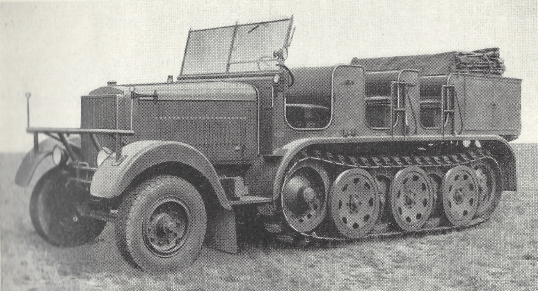
DB s7 (mit nachträglichen Änderungen)

Die Erfahrung mit dem ZD 5 und das Fahrwerkskonzept der mittleren Zugkraftwagen von Krauss-Maffei flossen in den Entwurf des ersten Produktionsmodells der 12-t-Zugmaschine DB s 7 ein, der 1934 gefertigt wurde und einen Maybach-Motor Typ DSO8 mit 150 PS hatte. Zur Zeit war es das schwerste Halbkettenfahrzeug der Wehrmacht. Erkennbar ist der Fahrzeugtyp an den drei Einstiegshilfen auf beiden Fahrzeugseiten in Verbindung mit den drei äußeren Laufrollen des Schachtellaufwerks. Durch den größeren Motor setzte die vertikale Frontverkleidung des Fahrerbereichs erst auf der Höhe der nach unten weglaufenden Kotflügel des Kettenlaufwerks an. Die auf einigen Fotos erkennbare Vorderachse hat eine Doppel-T-Träger-Form und ist massiver als bei den leichteren Zugmaschinen. Wie auch die anderen Entwürfe dieser Zeit zeigte das Fahrzeug Ersatzräder am Fahrzeugheck.

#### DB s8

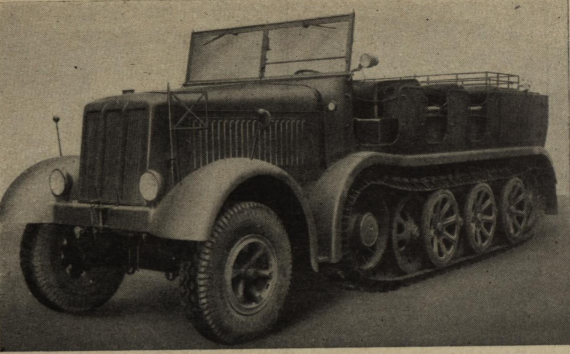
DB s8 + DB s9

1936 folgte der verbesserte Typ DB s 8, der erstmals eine Zugwinde für 5 t Last und ein optimiertes Laufwerk aufwies. Auch wurden einige Veränderungen im Bereich der Ausstattung und Karosserie vorgenommen, die in der Folge bei den kommenden Modellen beibehalten wurden, so dass man die endgültige Erscheinungsform gefunden hatte. Gut zu erkennen ist der Unterschied am deutlich verstärkten Blattfederpaket der Vorderachse, den neuen Laufrollen mit größeren Öffnungen und dem Wegfall der Ersatzräder am Fahrzeugheck.

#### DB s9
Ab 1938 wurde die Bauform DB 9 gebaut, die den stärkeren Motor Maybach HL85 TUKRM und die hydraulische ATE-Lenkbremse brachte. Von außen betrachtet sind DB s8 und DB s9 praktisch nicht zu unterscheiden. Einzige Anhaltspunkte können die Verwendung von Tarnfarben bei den DB s8 und eine größere Bereifung bei den DB s9 sein, da bis Mitte 1937 häufig Dreifarb-Tarnungen aufgebracht wurden. Dies kann aber nach 1938 bei den vorher gefertigten Fahrzeugen angepasst worden sein.

#### DB s10

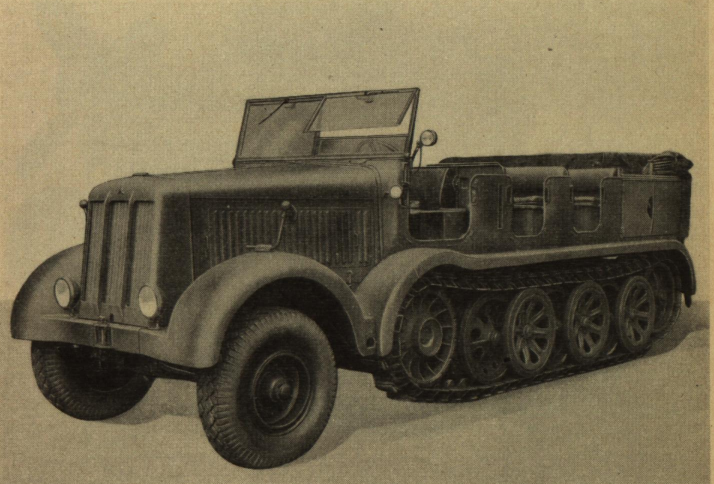
DB s10

Mit der Bauform DB 10 kam 1939 die letzte gefertigte Ausführung in die Produktion, die bis 1944 weiterlief. Sie erhielt für die Laufrollen sechs Drehstabfedern pro Seite anstelle der vorherigen Blattfederung und die Anhängemasse war auf 14 t angestiegen. Erkennbar ist das Modell an den geschlossenen Stahlblech-Vorderrädern, den Handgriffaussparungen im Aufbaublech, welche die Griffbügel überflüssig machte und den versenkt geprägten Türgriffschalen der seitlichen Türen der Bereitschaftsmunitionslagerung.
Dem Wunsch nach Vereinheitlichung der beiden schweren Zugmaschinen Sd.Kfz. 8 und Sd.Kfz. 9 in einem neuen Typen folgte der gemeinsame Entwurf von Daimler-Benz und FAMO, der HK. 1601. Es wurde an Prototypen gearbeitet und 1940 soll es sogar einen Auftrag über 34 Fahrzeuge gegeben haben, die als HK. 1604 im Februar 1941 hätten ausgeliefert werden sollen. Ob dies tatsächlich so geschah, ist unklar.

## Produktion
Der Bau erfolgte neben dem Daimler-Benz-Werk Berlin-Marienfelde in Lizenz auch bei Krauss-Maffei der Typ KM 10 (315 St. 1940/41) in München, bei Škoda Plzeň der Typ S10 und bei Krupp der Typ Krupp (m) 10 in Essen und Mülhausen. Insgesamt wurden bis 1944 etwa 4070 Zugkraftwagen produziert, davon wurden bis Kriegsbeginn 1939 ca. 780 fertiggestellt.
Das Sd.Kfz. 8 galt als zuverlässiges Fahrzeug, war aber in der Herstellung kompliziert und mit 46.000 Reichsmark sehr teuer.

## Einsatz

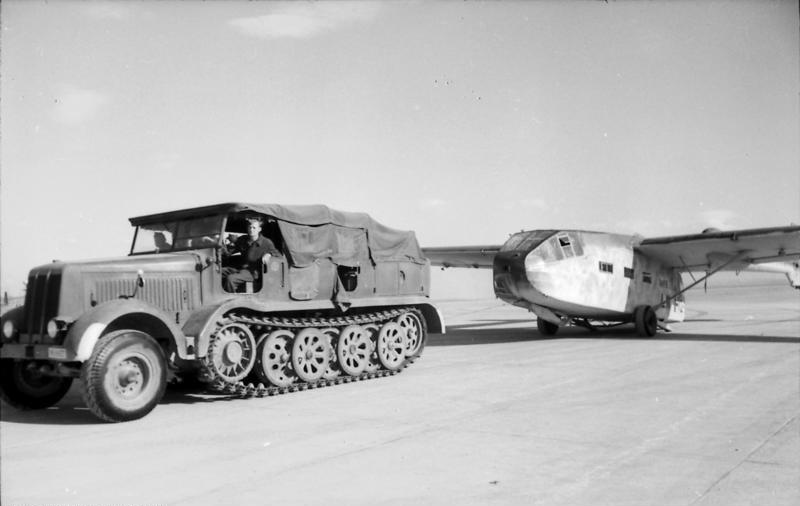
Sd.Kfz. 8 beim Ziehen eines Lastenseglers

### Deutsches Reich
Entsprechend der geplanten Verwendung wurde das Fahrzeug nahezu ausschließlich mit einem typischen Aufbau für die Artillerie versehen, dabei gab es neben den Sitzreihen für die Geschützbedienung noch große seitliche Stauräume für Bereitschaftsmunition.
Bekannte Anhängelasten waren die 15-cm-Kanone 16, der 15-cm-Kanone 18 (Rheinmetall), die 15-cm-Kanone 39 (Krupp), der 21-cm-Mörser 18, die 24-cm-Haubitze 39 und die 24-cm-Kanone (t). Doch auch andere Verbände benötigten schwere Zugmaschinen, so die Luftwaffe für die 10,5-cm-Flak und die Panzerbergekompanien. Diese nutzen die Zugfahrzeuge für ihre Transportanhänger z. B. den Sd.Ah. 115 und zum Abschleppen von Fahrzeugen. Auch als Zugmittel für 30,5-cm-Mörser Škoda, die 8,8-cm-Flak 41, den Strabo Portalkran und bei den Pionieren für den Transport von Booten, Panzerkuppeln und von Eisenbahngerät ist das Fahrzeug nachweisbar.
Die widrigen Straßenverhältnisse im Osten machten die 12-Tonner auch oft zu einem wichtigen Schleppfahrzeug für weniger geeignete Fahrzeuge, wie schwere Lkw, die im Schlamm stecken blieben.

### Andere Nationen
Während des Krieges wurden auch an die verbündeten rumänischen Streitkräfte Sd.Kfz. 8 geliefert. Nach dem Zweiten Weltkrieg verwendete die tschechoslowakische Armee die auch bei Škoda gefertigte Zugmaschine noch bis ins Jahr 1955 als Zugmittel für schwere Geschütze sowjetischer Bauart.

## Varianten

### 8,8-cm-Flak 18 (Sfl.) auf Zugkraftwagen 12t / Bunkerflak
Ab 1938 beschäftigte man sich auf der deutschen Seite mit der Fragestellung, wie man die 8,8-cm-Flak 18 auf einer Selbstfahrlafette fahrbar machen könnte. In einer Besprechung am 16. August 1938 mit Dr. Ferdinand Porsche, Direktor Wilhelm von Daimler-Benz, Oberstleutnant Dr.ing. Olbrich vom Wa Prüf 6 des HWA und Hauptmann Reinhard als Inspekteur der Fliegertruppe wurde der Entwicklungsstand und einige Probleme besprochen. Porsche war von Hitler geschickt worden, um die Entwicklung zu beschleunigen. Man hatte bei der Planung eines möglichen Westfeldzuges erkannt, dass man Fahrzeuge benötigte, die Bunker im direkten Beschuss bekämpfen konnten. Dies führte zum Entwurf eines Fahrzeugs, das als „Bunkerflak“ bekannt werden sollte. Mit einer leichten Panzerung für den vorderen Aufbau des verwendeten DB 9 und einer Ladefläche mit einer fest montierten 8,8-cm-Flak auf einem Sockel wurde dieses Fahrzeug den Panzerjägern zugeordnet.
Die maximale Rohrerhöhung wurde 15° begrenzt, um die Belastung auf das Fahrwerk im Rahmen zu halten. Dafür wurde die maximale Neigung um ein Grad auf −4° erhöht. Im Einsatz konnten die Selbstfahrlafetten Bäume in einer Stärke bis 15 cm niederwalzen. Die Geschütze waren angewiesen, möglichst nachts oder vor Sonnenaufgang ihre Angriffspositionen zu beziehen, die Infanterie sollte wo erforderlich und möglich eine Nebelwand legen und mit Infanteriefeuer die Motorengeräusche der Fahrzeuge übertönen. Im Vorstoß und beim Rückzug sollte die Waffe mit dem Schild immer auf den Gegner gerichtet bleiben.
Im Herbst 1938 wurden 10 dieser Fahrzeuge gebaut und der geplante Einsatz gegen Betonbunker mit der 8,8-cm-Panzergranate erfolgreich getestet. Die 1. (schwere) Kompanie / Panzerjäger Abteilung 8 ging mit allen 10 Fahrzeugen im September 1939 in Polen in den Einsatz. Entsprechend einer Reorganisation verringerte sich die Zahl der Geschütze in der Kompanie mit dem Kriegsstärkenachweis 1146 vom 1. Februar 1940 auf 6 Fahrzeuge. Dem XIX. AK unterstellt ging die Kompanie 1940 in den Westfeldzug im Angriffsraum der 1. Und 2. Panzer Division in den Einsatz. Bilder bezeugen die Verluste in diesem Einsatz, welche angesichts des extrem hohen Aufbaus kaum zu verhindern waren, da man das Fahrzeug leicht aufklären konnte. Im Rahmen der Panzerjägerkompanie 601 (später umbenannt in 3. Kompanie/Panzerjägerabteilung 559 (Sfl.)) wurden die Fahrzeuge beim Angriff auf die Sowjetunion eingesetzt. Schließlich wurde im März 1943 der Verlust des letzten Geräts gemeldet.

### Sd.Kfz. 8 Gepanzerter Zugkraftwagen 12t

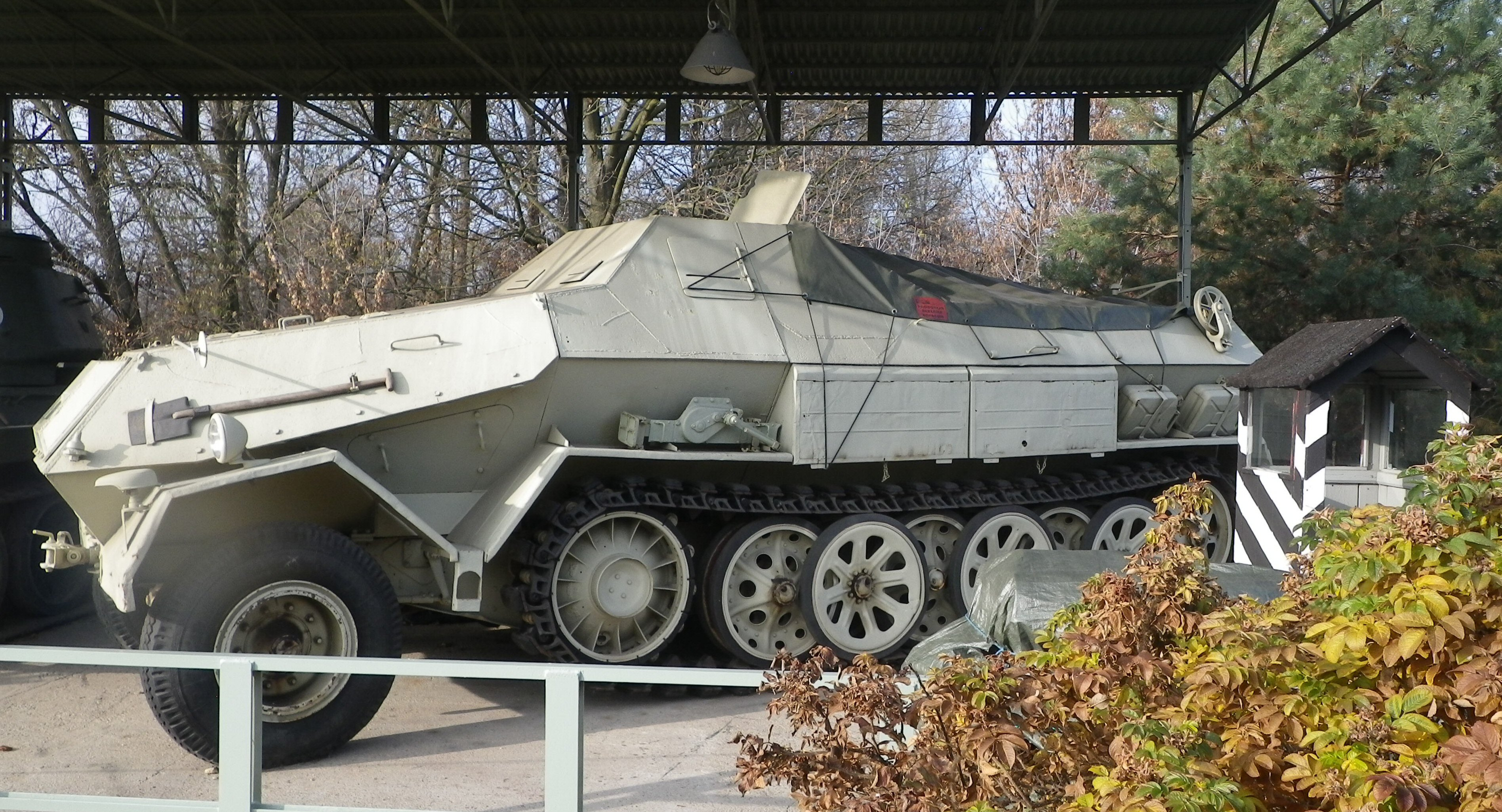
Sd.Kfz. 8 (gp) im Museum in Polen

Die zunehmende Luftbedrohung führte dazu, dass man deutscherseits begann an Panzerungen von Fahrzeugen zu arbeiten. Das Ergebnis bei der 12t-Zugmaschine war ein Panzeraufbau für das Fertigungsmodell DB 10. Möglicherweise wurde nur einige Prototypen oder eine Kleinserie gebaut. Fotos belegen, dass nicht nur ein Fahrzeug gebaut wurde. Da vor einigen Jahren das Wrack eines solchen Fahrzeugs in Polen gefunden wurde, konnten einige Detailfragen geklärt werden.
Eine unbekannte Zahl an Fahrzeugen wurde mit einem Aufbau der Firma Gaubschat aus Berlin versehen.

## Museale Rezeption
Da es sich nicht um ein Fahrzeug der ersten Frontlinie handelte und auch Fahrzeuge nach dem Zweiten Weltkrieg noch genutzt worden, gibt es weltweit noch einige, teils fahrbereite, Exemplare.